# Upplands runinskrifter 718
Upplands runinskrifter 718 är en försvunnen vikingatida runsten som funnits i Vallby kyrka, Vallby socken och Enköpings kommun. Den första rapporten om runstenen är från 1829. Då stod stenen på Vallby kyrkas kyrkogård. Richard Dybeck skriver trettio år senare att runstenen "blifvit inlagd och dold i muren" vid en reparation.

## Inskriften
Translitterering av runraden:
[...asr : auk : olifʀ : auk : uar:asi : li-... ... ...-tan : þina ...þa...]
Normalisering till runsvenska:
... ok Olæifʀ ok Var-Asi(?)/Varr-Asi(?) le[tu] ... [s]tæin þenna ...
Översättning till nusvenska:
... och Olev och uarasi läto ... denna sten ...
Det underliga namnet uarasi finns också på runstenen Sö 210. Avståndet mellan Vallby kyrka och den sörmländska runstenen är bara 1,5 mil. Det är därför fullt möjligt att det är samma person som avses på de bägge stenarna.